# Szekér Gyula
Szekér Gyula (Celldömölk, 1925. szeptember 24. − Budapest, 2015. december 17.) vegyész, a kémiai tudományok akadémiai doktora, címzetes egyetemi tanár, iparpolitikus, 1971-től 1975-ig nehézipari miniszter, 1975-től 1980-ig miniszterelnök-helyettes, 1962–1966-ig az MSZMP KB póttagja, 1966-tól 1985-ig tagja.

## Élete

### Családja
Celldömölki héttagú vasutascsaládban nevelkedett. Szülei Szekér János mozdonyfűtő és Ferenczi Karolina. Felesége 1955-től Apró Éva közgazdász, a Társadalmi Szemle szerkesztője. Feleségének szülei Mindszenti Apró Mihály és Uhrincsok Terézia. Két gyermek édesapja: Szekér Lászlóé (1957) és Szekér Gyuláé (1960). Unokái Szekér András, Szekér Balázs, Szekér Cecília, Szekér Zsigmond és Szekér Csongor.

### Tanulmányai
1944-ben érettségizett a Pápai Református Kollégiumban. 1945–49-ig a budapesti Pázmány Péter Tudományegyetem vegyész szakán tanult, ahol diplomát szerzett. 1951–53-ig aspirantúrán volt Moszkvában, a Színesfémkohászati Egyetemen. 1953-tól kémiai tudományok kandidátusa. Disszertációja témájának az alumínium elektrolízisét választotta. 1971-től a kémiai tudományok doktora. Tudományos fokozatát sikeres megvédte a Magyar Tudományos Akadémián, a „Kemizálás a népgazdaságban” témakörben.

### Munkássága
1945-től az Ajkai Timföldgyár laboránsa, 1950-től a Fémipari Kutató Intézet tudományos munkatársa, 1953–54-ig az alumíniumipar mérnöke, főmérnöke, 1954–56-ig a Nehézipari Minisztériumban az alumíniumipar iparigazgatója, 1957–63-ig a Nehézipari Minisztériumban miniszterhelyettes, 1963-71-ig a miniszter első helyettese, 1971-75-ig miniszter, 1975-80-ig miniszterelnök-helyettes, 1980–84-ig az Országos Műszaki Fejlesztési Bizottság elnöke, 1984–89-ig a Magyar Szabványügyi Hivatal elnöke, 1989-től nyugdíjas. Felelős állami beosztásai mellett mintegy másfél évtizedig oktatott a Budapesti Műszaki Egyetemen, 1977 óta címzetes egyetemi tanárként.
Az 1989 előtti korszak gazdaságtörténeti jelentőségű iparpolitikusa. Meghatározó szerepe volt az irányítása alá tartozó hazai alumínium-, kőolaj- és földgázipar, a gyógyszeripar, a műanyag-, műtrágya-, növényvédőszer-, petrolkémia- és az energetikai ipar korszerűsítésében, mindenekelőtt a korszerű magyar vegyipar létrehozásában és az energiaszerkezet korszerűsítésében. Közkeletű volt „a vegyipar atyjaként” való aposztrofálása. Magas szintű és alapos szakmai felkészültség, kiváló vezetői képességek, nagy tudású, vezetésre alkalmas munkatársi gárda összekovácsolása és az ipar, a magyar érdekek iránti szenvedélyes elkötelezettség jellemezték.
Híressé vált munkamódszerének sajátossága volt a fejlesztési problémák átfogó, hosszú távú, rendszerszemléletű megközelítése, a súlypontképzés, a fontos döntések előtti érdemi szakmai viták, a hazai és a nemzetközi adottságok messzemenő figyelembe vétele, a menet közbeni problémák gyors és hatékony megoldása. A szakmai koncepciótól a kulcsrakész átadásig egységes akaratláncba szervezte, koordinálta és működtette a hazai és külföldi kooperációkat, alvállalkozási rendszereket. Gyárak sokaságának rekonstrukciója, mintegy 100 új üzem létesítése kapcsolható nevéhez. A szellemi és gyakorlati tevékenységéhez köthető fontosabb, zömében zöldmezős beruházások: Tiszai Vegyi Kombinát (Tiszaújváros), Borsodi Vegyi Kombinát (Kazincbarcika), Északmagyarországi Vegyiművek (Sajóbábony), Dunai Kőolajfinomító (Százhalombatta), Paksi Atomerőmű, Nitrogénművek (Pét), Székesfehérvári Könnyűfémmű (Köfém, Alcoa), szintetikus szálgyártás (Nyergesújfalu), Chinoin gyógyszeralapanyag-gyártás (Budapest), EGIS gyógyszeralapanyag-gyártás (Körmend), a Richter rekonstrukciója, fontos fejlesztései, a kőolaj- és földgázvezetékek országos hálózatának kiépítése, valamint a Barátság kőolajvezeték, Orenburgi Földgázvezeték, Testvériség földgázvezeték, Adria kőolajvezeték létrehozásában való közreműködés.
Sokrétű tevékenységében éppen ezt szerette a legjobban: az új, korszerű, a technika utolsó szava szerinti gyárak létrehozását.
Figyelméből sok egyébre is futotta: például a maga nemében egyedülálló Vegyészeti Múzeum létesítésére a várpalotai Thury várban a „legmenőbb” vegyipari vállalatok anyagi támogatásával, továbbá a nemzetközi játékok és versenyek lebonyolítására is alkalmas Folyondár utcai teniszpálya és sportkomplexum létesítése, vagy a NIM híres női röplabdacsapatának támogatása – akikre nagyon büszke volt, s még sok másra.
Érdemi szerepe volt a Szent Korona hazahozatalában. 1976 májusában miniszterelnök-helyettesként kormánydelegációt vezetett az Egyesült Államokba. Fogadta Gerald Ford, az Egyesült Államok elnöke, és a kormány több tagjával is tárgyalt, a kétoldalú problémák megbeszélésén túl a koronának Magyarország számára történő visszajuttatásáról. Eredményekben bővelkedő szakmai életútja mellett is élettevékenysége csúcsának és a sors kitüntető ajándékának tartotta, hogy aktívan közreműködhetett a korona hazahozatalában.

## Művei
- A magyar vegyipar helyzete és fejlesztése (társszerzőkkel) Közgazdasági és Jogi Könyvkiadó
- Kemizálás a népgazdaságban. Műszaki Könyvkiadó, 1971
- A kémia eredményei az iparfejlesztésben. Akadémiai Kiadó, 1972
- Alumíniumiparunk és a szocialista gazdasági integráció. Kossuth Kiadó, 1975
- Az alumínium jelentősége a műszaki fejlesztésben. Akadémiai Kiadó, 1975
- Elektroenergetika
- Magyar gazdaság – világgazdaság. Kossuth Kiadó, 1978
- Aljuminyevaja promislennoszty Vengrii i szocialiszticseszkaja integrácija „Metallurgija”, 1978
- Az alumíniumprogram. Műszaki Kiadó, 1979
- Iparfejlesztés – műszaki fejlesztés. Kossuth Kiadó, 1982
- Ipar és műszaki fejlesztés hazánkban az 1980 – as években. Akadémiai Kiadó, 1984
- Műszaki fejlesztés, versenyképesség; Kossuth, Bp., 1984 (Távlatok)
- A kemizálás és a magyar vegyipar (szerk., társszerzőkkel) Műszaki Kiadó, 1985
- Ipar és műszaki fejlesztés; MSZH Ny., Bp., 1985
- Vegyipar és kemizálás hazánkban az 1980-as években. Akadémiai Kiadó, 1987

Számos cikket, tanulmányt publikált folyóiratokban (Társadalmi Szemle, Közgazdasági Szemle, Kémikusok Lapja). Sok tucatnyi ismeretterjesztő jellegű írást publikált országos napilapokban.

## Díjak, elismerések
- Pfeifer Ignác-díj (1973, Magyar Kémikusok Egyesülete)
- Lengyel Köztársaság Rendje a Csillaggal (1976)
- Munka Érdemrend arany fokozat (1989, nyugállomány)
- A XXI. század magyar vegyiparáért 2003. évi kitüntetettje, aranyérem (Magyar Vegyipari Szövetség)
- Celldömölk díszpolgára (2004)
- Pro Urbe Paks cím elismerés kitüntetettje (2015)